# 何德峻
何德峻（?—?），字魯瞻，贵州開陽人，清朝政治人物、進士出身。
乾隆三十四年（1769年）己丑科進士第二甲四十八名，改翰林院庶吉士，散館授編修。著有《棲霞山房詩集》、《東山志》。父何錦、兄何德新，乾隆十年（1745年）乙丑科進士。